# The Cramps
The Cramps era un gruppo psychobilly statunitense formatosi nel 1975.
The Cramps sono stati fra i pionieri della nascente scena punk rock orbitante attorno al locale di New York, CBGB's. Lo stile originalissimo del gruppo mescolava elementi presi dal punk rock con chiare influenze rockabilly e dette un decisivo impulso alla nascita del genere cosiddetto psychobilly.
La formazione ha subito molti avvicendamenti durante gli anni: gli unici componenti stabili sono stati Lux Interior (voce) e Poison Ivy (chitarra elettrica). La morte di Lux Interior il 4 febbraio 2009 a Glendale sancisce la fine della band.

## Storia
Erick Purkisher sta girando su una decapottabile assieme ad un amico per la periferia della città, ascoltando una vecchia cassetta di Hasil Adkins.
Ridono e parlano delle solite cose. Droghe, donne, rock ‘n' roll.
D’un tratto, mentre Sally Weedy Waddy Woody Wally esce fuori gracchiante dalle casse dell’autoradio, a bordo della strada si materializza uno dei sogni erotici di Erick e ha le forme di una pantera. Capelli rossi, curve da pin-up, un toppino e dei mini-shorts da Ultravixen con uno strappo che lascia qualche buon centimetro di visibilità su una piccola mutanda rossa e su qualche millimetro di pelle color avorio. Erick alza gli occhiali da sole, rallenta. Lei smette di ancheggiare, si volta e mostra il dito. Non il medio, come forse lui si aspetterebbe che fosse, ma il pollice: quello schianto di donna che risponde al nome di Kristy Wallace è una autostoppista. Erick le chiede di salire, Kristy accetta.
In quella macchina, quella sera, nasce una delle più belle storie d’amore di sempre.
Su quella decapottabile che viaggia verso il tramonto con la musica di Adkins che frusta l’aria, quella sera, nascono i Cramps.»
(Reverendo Lys, Born Losers - Pepite e lastre di selce )
Lux Interior, alias Erick Purkhiser, e Poison Ivy, alias Kristy Wallace, si incontrarono a Sacramento in California nel 1972. Grazie ai comuni interessi artistici e alla mania per il collezionismo di dischi in vinile, i due decisero di formare un gruppo con il nome di The Cramps, in inglese sinonimo di crampo, ma anche di dolore mestruale associato alle contrazioni uterine . Lux Interior trasse ispirazione per il suo nome d'arte da una pubblicità per auto, mentre Poison Ivy affermò di averlo sognato. All'inizio il nome completo era Poison Ivy Rorschach, unione del nome inglese dell'edera velenosa e di Hermann Rorschach, inventore del Test di Rorschach.
Nel 1973 si trasferirono ad Akron in Ohio, e, nel 1975, a New York, dove entrarono subito a far parte della scena punk rock orbitante, come è già stato accennato in precedenza, attorno al locale newyorkese CBGB e che comprendeva altri gruppi come i Ramones, Patti Smith, ed i Television. La formazione del 1976 comprendeva: Poison Ivy Rorschach, Lux Interior, Bryan Gregory (chitarra) e sua sorella Pam "Balam" (batteria). Curiosamente il gruppo fino al 1983 era privo di un bassista.
In breve tempo la band fece due cambi batterista, Miriam Linna  sostituì Pam Balam, e, nel settembre 1977, Nick Knox  sostituì Linna. Alla fine degli anni settanta i Cramps condivisero la loro sala prove con i Fleshtones suonando regolarmente a New York in locali come il CBGB ed il Max's Kansas City. Nel 1977 pubblicarono quindi due singoli indipendenti prodotti da Alex Chilton agli Ardent Studios di Memphis, prima di essere messi sotto contratto da Miles Copeland III per la I.R.S. Records.
Nel giugno del 1978 tennero un concerto gratuito per i pazienti del California State Mental Hospital  di Napa, evento registrato dalla Target Video di San Francisco con una videocamera Sony Portapak e successivamente pubblicato con il titolo, Live at Napa State Mental Hospital. Nel 1979 pubblicarono infine i due singoli nell'EP del 1979 intitolato, Gravest Hits, prima che Chilton li riportasse nuovamente a Memphis per registrare il loro primo LP, Songs the Lord Taught Us, agli studi Phillips Recording, con la produzione dell'ex proprietario della Sun Records, Sam Phillips.

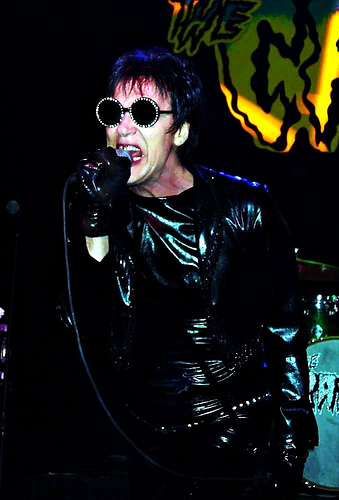
Lux Interior

Dopo essersi trasferiti a Los Angeles, Kid Congo Powers dei Gun Club si unì ai Cramps come chitarrista. Mentre il gruppo si trovava in sala di registrazione per le sessioni del secondo LP, Psychedelic Jungle, i Cramps e Miles Copeland iniziarono una battaglia legale per i diritti e le royalty. Al termine del processo, la sentenza proibì al gruppo di pubblicare dischi fino al 1983, anno nel quale pubblicarono, Smell of Female ; Kid Congo Powers dopo questo album decise di lasciare il gruppo. Mike Metoff dei Pagans, cugino di Nick Knox, fu l'ultimo chitarrista ritmico  della formazione dei Cramps senza bassista.
Nel 1985 i Cramps registrarono un pezzo per il film horror, The Return of the Living Dead, intitolato Surfin' Dead, nel quale Poison Ivy suonava sia il basso che la chitarra. Solo con la pubblicazione nel 1986 di A Date with Elvis, i Cramps decisero di ingaggiare un bassista in maniera permanente, anche se ebbero dei problemi a trovare la persona adatta, quindi, temporaneamente, il ruolo venne ricoperto da Ivy. L'album riscosse un buon successo in Europa, dove le vendite raggiunsero le 250 000 copie, mentre la ricerca negli Stati Uniti di una casa discografica che fosse in grado di pubblicare il disco rappresentò per la band un notevole problema.
Nel 1986 ingaggiarono una bassista permanente, Candy Del Mar, ex membro delle Satan's Cheerleaders, che compare per la prima volta nell'album dal vivo Rockin n Reelin in Auckland New Zealand del 1987, disco seguito dall'album in studio Stay Sick del 1990. I The Cramps entrarono nella classifica top 40 dei singoli in Inghilterra per la prima ed unica volta con il pezzo Bikini Girls with Machine Guns. Il gruppo, tra gli anni novanta e il  2000, per diverse etichette e con diversi gradi di successo, registrò altri album e singoli. Nel 2004 uscì How to Make a Monster per l'etichetta Vengeance Records, fondata dalla stessa coppia, Interior/Ivy. La mattina del 4 febbraio 2009, a Glendale in California, Lux Interior morì a causa di un attacco cardiaco.

## Citazioni e omaggi
- Nel 2005 la Baker Skateboards [13] mise in vendita una tavola da skateboard disegnata utilizzando la copertina dell'album del 1984, Bad Music for Bad People. Il nome dello skateboard era The Baker Greco Can't Hardly Stand It Deck, tratto da una cover inserita nell'album dal titolo[non chiaro] I Can't Hardly Stand It, brano che venne utilizzato anche nella campagna pubblicitaria per il lancio dello skateboard stesso.
- In onore agli eccessi dei Cramps, il gruppo viene raffigurato nella Rock and Roll Hall of Fame in una immagine dove si può scorgere una grancassa attraversata con la testa da Lux Interior nel corso di un concerto.
- I Muse hanno realizzato, per i loro fan quale "sorpresa di Halloween", una cover del brano, New Kind of Kick. Il video, pubblicato il 28 ottobre 2016, mostra i membri del gruppo suonare il pezzo mascherati come i The Cramps.

## Formazione

### Ultima
- Lux Interior (Erick Purkhiser) - voce (dal marzo 1976 - al febbraio 2009)
- Poison Ivy (Kristy Wallace) - chitarra (dal marzo 1976)
- Sean Yseult - basso (dal settembre 2006)
- Harry Drumdini - batteria (febbraio 1993 - agosto 2003, da agosto 2006 in poi)

### Ex componenti

#### Chitarra
- Bryan Gregory (Greg Beckerleg) - (aprile 1976 - maggio 1980)
- Julien Grindsnatch - (luglio - settembre 1980)
- Kid Congo Powers (Brian Tristan) - (dicembre 1980 - settembre 1983)
- Mike Metoff (as Ike Knox) - (ottobre 1983 - novembre 1983; gennaio 1984 - luglio 1984)

#### Basso
- Fur Dixon
- Brian Emser
- Candy del Mar - (luglio 1986 - gennaio 1991)
- Slim Chance - (marzo 1991 - agosto 1998)
- Chopper Franklin - (chitarra e basso, gennaio 2002 - settembre 2006)

#### Batteria
- Pam Balam (Pam Beckerleg) - (aprile 1976 - settembre 1976)
- Miriam Linna - (ottobre 1976 - giugno 1977)
- Nick Knox - (luglio 1977 - gennaio 1991)
- Nickey Alexander - (giugno 1991 - gennaio 1993)
- Bill "Buster" Bateman - (giugno 2004 - agosto 2006)
- SugarPie Jones - (2000)

## Discografia

### Album in studio
- 1980 - Songs the Lord Taught Us
- 1981 - Psychedelic Jungle
- 1986 - A Date with Elvis
- 1990 - Stay Sick
- 1991 - Look Mom No Head!
- 1994 - Flamejob
- 1997 - Big Beat from Badsville
- 2003 - Fiends of Dope Island

### Album dal vivo
- 1983 - Smell of Female
- 1987 - RockinnReelininAucklandNewZealandXXX

### Raccolte
- 1981 - The Crusher
- 1983 - ...Off the Bone
- 1984 - Bad Music for Bad People
- 1998 - Greatest Hits
- 2001 - Drug Train
- 2001 - Vengeance
- 2004 - How to Make a Monster
- 2011 - File Under Sacred Music - Early Singles 1978-1981

### EP
- 1979 - Gravest Hits
- 1986 - Get Off The Road
- 1991 - Fever
- 1992 - Blues Fix
- 1992 - Dames, Booze, Chains And Boots

### Singoli
- 1978 - The Way I Walk
- 1978 - Human Fly
- 1980 - Fever
- 1980 - Garbageman
- 1980 - Drug Train
- 1981 - Goo Goo Muck/She Said
- 1981 - The Crusher
- 1984 - Faster Pussycat
- 1984 - I Ain't Nuthin' But a Gorehound
- 1985 - Can Your Pussy Do the Dog?
- 1986 - What's Inside a Girl?
- 1986 - Kizmiaz
- 1986 - Get Off the Road
- 1990 - Bikini Girls with Machine Guns
- 1990 - All Women Are Bad
- 1990 - The Creature From the Black Leather Lagoon
- 1991 - Eyeball in My Martini
- 1994 - Ultra Twist
- 2003 - Big Black Witchcraft Rock

### Video
- 1983 - Live At Napa State Mental Hospital
- 2010 - Live (At The Lokerse Festival, Belgium, August 7, 2006)